# Svezia ai Giochi della XV Olimpiade
La Svezia ha partecipato ai Giochi della XV Olimpiade, svoltisi ad Helsinki, dal 19 luglio al 3 agosto 1952,  
con una delegazione di 206 atleti, di cui 23 donne, impegnati in 17 discipline,
aggiudicandosi 12 medaglie d'oro, 13 medaglie d'argento e 10 medaglie di bronzo.

## Medagliere

### Per discipline
| Sport              | Oro | Argento | Bronzo | Totale |
| ------------------ | --- | ------- | ------ | ------ |
| Equitazione        | 4   | 0       | 0      | 4      |
| Lotta libera       | 2   | 2       | 0      | 4      |
| Ginnastica         | 2   | 0       | 0      | 2      |
| Canoa/kayak        | 1   | 3       | 0      | 4      |
| Lotta greco-romana | 1   | 2       | 1      | 4      |
| Pentathlon moderno | 1   | 1       | 0      | 2      |
| Atletica leggera   | 1   | 0       | 2      | 3      |
| Tiro               | 0   | 2       | 1      | 3      |
| Vela               | 0   | 1       | 2      | 3      |
| Pugilato           | 0   | 1       | 1      | 2      |
| Scherma            | 0   | 1       | 0      | 1      |
| Nuoto              | 0   | 0       | 2      | 2      |
| Calcio             | 0   | 0       | 1      | 1      |
| Totale             | 12  | 13      | 10     | 35     |

### Medaglie
| Medaglia | Atleta | Sport              | Evento                          |
| -------- | --- | ------------------ | ------------------------------- |
| Oro      | John Mikaelsson | Atletica leggera   | Marcia 10000 metri              |
| Oro      | Gert Fredriksson | Canoa/kayak        | K1 1000 metri maschile          |
| Oro      | Henri Saint Cyr | Equitazione        | Dressage individuale            |
| Oro      | Henri Saint Cyr Gustaf Adolf Boltenstern Jr. Gehnäll Persson                                                            | Equitazione        | Dressage a squadre              |
| Oro      | Hans von Blixen-Finecke Jr.                                                                                             | Equitazione        | Concorso completo individuale   |
| Oro      | Hans von Blixen-Finecke Jr. Olof Stahre Folke Frölén                                                                    | Equitazione        | Concorso completo a squadre     |
| Oro      | William Thoresson | Ginnastica         | Corpo libero maschile           |
| Oro      | Karin Lindberg Gun Röring Evy Berggren Göta Pettersson Ann-Sofi Pettersson Ingrid Sandahl Hjördis Nordin Vanja Blomberg | Ginnastica         | Attrezzi a squadre femminile    |
| Oro      | Axel Grönberg | Lotta greco-romana | Pesi medi                       |
| Oro      | Olle Anderberg | Lotta libera       | Pesi leggeri                    |
| Oro      | Viking Palm | Lotta libera       | Pesi medio-massimi              |
| Oro      | Lars Hall | Pentathlon moderno | Gara individuale                |
| Argento  | Lars Glassér Ingemar Hedberg                                                                                            | Canoa/kayak        | K2 1000 metri maschile          |
| Argento  | Gert Fredriksson | Canoa/kayak        | K1 10000 metri maschile         |
| Argento  | Gunnar Åkerlund Hans Wetterström                                                                                        | Canoa/kayak        | K2 10000 metri maschile         |
| Argento  | Gustav Freij | Lotta greco-romana | Pesi leggeri                    |
| Argento  | Gösta Andersson | Lotta greco-romana | Pesi welter                     |
| Argento  | Per Gunnar Berlin | Lotta libera       | Pesi welter                     |
| Argento  | Bertil Antonsson | Lotta libera       | Pesi massimi                    |
| Argento  | Lars Hall Thorsten Lindqvist Claes Egnell                                                                               | Pentathlon moderno | Gara a squadre                  |
| Argento  | Ingemar Johansson | Pugilato           | Pesi massimi                    |
| Argento  | Per Carleson Carl Forssell Bengt Ljungquist Berndt-Otto Rehbinder Sven Fahlman Lennart Magnusson                        | Scherma            | Spada a squadre maschile        |
| Argento  | Olof Sköldberg | Tiro               | Bersaglio mobile                |
| Argento  | Knut Holmqvist | Tiro               | Fossa olimpica                  |
| Argento  | Erland Almkvist Per Gedda Sidney Boldt-Christmas                                                                        | Vela               | Dragone                         |
| Bronzo   | Gustaf Jansson | Atletica leggera   | Maratona                        |
| Bronzo   | Ragnar Lundberg | Atletica leggera   | Salto con l'asta                |
| Bronzo   | Svezia | Calcio             | Torneo                          |
| Bronzo   | Karl-Erik Nilsson | Lotta greco-romana | Pesi medio-massimi              |
| Bronzo   | Göran Larsson | Nuoto              | 100 metri stile libero maschili |
| Bronzo   | Per-Olof Östrand | Nuoto              | 400 metri stile libero maschili |
| Bronzo   | Stig Sjölin | Pugilato           | Pesi medi                       |
| Bronzo   | Hans Liljedahl | Tiro               | Fossa olimpica                  |
| Bronzo   | Rickard Sarby | Vela               | Finn                            |
| Bronzo   | Carl-Erik Ohlson Folke Wassén Magnus Wassén                                                                             | Vela               | 5,5 metri                       |

## Risultati

### Calcio
| Atleta | Classifica |                   |
| --- | --- | ----------------- |
| V · D · M Nazionale olimpica svedese · Calcio ai Giochi Olimpici Estivi 1952 1 K. Svensson · 2 Samuelsson · 3 Nilsson · 4 Hansson · 5 Gustavsson · 6 Lindh · 7 Bengtsson · 8 Löfgren · 9 Rydell · 10 Brodd · 11 Sandberg · 12 T. Svensson · 13 Andersson · 14 Åhlund · 15 Å. Jönsson · 16 Eriksson · 17 Sandell · 18 E. Jönsson · 19 Carlsson · 20 Hjertsson · CT : Raynor | Bronzo |                   |
| Nazionale olimpica svedese · Calcio ai Giochi Olimpici Estivi 1952 | |                   |
| 1 K. Svensson · 2 Samuelsson · 3 Nilsson · 4 Hansson · 5 Gustavsson · 6 Lindh · 7 Bengtsson · 8 Löfgren · 9 Rydell · 10 Brodd · 11 Sandberg · 12 T. Svensson · 13 Andersson · 14 Åhlund · 15 Å. Jönsson · 16 Eriksson · 17 Sandell · 18 E. Jönsson · 19 Carlsson · 20 Hjertsson · CT: Raynor                                                                               | 1 K. Svensson · 2 Samuelsson · 3 Nilsson · 4 Hansson · 5 Gustavsson · 6 Lindh · 7 Bengtsson · 8 Löfgren · 9 Rydell · 10 Brodd · 11 Sandberg · 12 T. Svensson · 13 Andersson · 14 Åhlund · 15 Å. Jönsson · 16 Eriksson · 17 Sandell · 18 E. Jönsson · 19 Carlsson · 20 Hjertsson · CT: Raynor | Svezia (bandiera) |

### Pallanuoto
| Atleta | Classifica |                   |
| --- | --- | ----------------- |
| V · D · M Nazionale maschile svedese di pallanuoto · Giochi olimpici - Helsinki 1952 Källqvist • Holm • Spångberg • Johansson • Jutner • Hellbrand • Julin • Larsson • Lexander • Öberg • Pålsson · CT : - | 11° |                   |
| Nazionale maschile svedese di pallanuoto · Giochi olimpici - Helsinki 1952 | |                   |
| Källqvist • Holm • Spångberg • Johansson • Jutner • Hellbrand • Julin • Larsson • Lexander • Öberg • Pålsson · CT: -                                                                                       | Källqvist • Holm • Spångberg • Johansson • Jutner • Hellbrand • Julin • Larsson • Lexander • Öberg • Pålsson · CT: - | Svezia (bandiera) |